# Luciano Camargo
Luciano Camargo, nome artístico de Welson David de Camargo (Pirenópolis, 20 de janeiro de 1973), é um cantor e compositor brasileiro. Integra juntamente com seu irmão, Zezé, a dupla sertaneja Zezé Di Camargo & Luciano, que vendeu mais de 30 milhões de discos. Sua vida, da infância até o início do sucesso, foi retratada no filme 2 Filhos de Francisco, com Thiago Mendonça no seu papel principal e Wigor Lima na fase criança.

## Biografia e carreira
Nascido em 20 de janeiro de 1973, em sua infância trabalhou como engraxate. Na adolescência, foi vendedor de redes e office-boy até ter a oportunidade de comprar o LP Zezé Di Camargo, o segundo da carreira solo de seu irmão Zezé. Foi nesse momento que decidiu trilhar o caminho do sucesso juntamente com ele formando a dupla Zezé Di Camargo & Luciano, que seria uma das maiores duplas da história da música sertaneja.
Em 2021, lança seu primeiro álbum com músicas religiosas, trabalho paralelo a dupla com seu irmão Zezé Di Camargo.

## Vida pessoal
Tem dois filhos de casamentos anteriores. Wesley Loyola Camargo, fruto de seu primeiro casamento com Cléo Loyola, nasceu em 24 de janeiro de 1989 e Nathan Phillipe Costa Camargo, fruto de seu segundo casamento com Mariana Costa (irmã da dupla Leandro & Leonardo) nasceu em 15 de agosto de 1994. Nathan Phillipe formou com o ator e cantor Dablio Moreira a dupla Dablio & Phillipe. Atualmente Luciano Camargo é casado com Flávia Fonseca desde 16 de outubro de 2003 e tem duas filhas gêmeas, Isabella e Helena, nascidas em 8 de março de 2010.

## Controvérsias
No dia 27 de outubro de 2011, após desentender-se com seu irmão, Luciano anuncia durante show em Curitiba o fim da dupla para encerrar uma situação que chamou de "insustentável".
Depois do ocorrido, na manhã do dia seguinte, Luciano foi internado na UTI do hospital Santa Cruz, ainda na capital paranaense. O cantor chegou desacordado, em um carro da produção de seu show. O primeiro boletim médico divulgado pelo Hospital Santa Cruz indicava que o cantor Luciano foi internado após um desconforto ocasionado por hipocalemia aguda, uma redução de potássio no sangue. Temendo uma eventual parada cardíaca, a junta médica de plantão decidiu colocá-lo em observação na UTI a fim de corrigir o problema.
Luciano também se desentendeu com uma criança da plateia que brincava com uma lanterna. Após criticar o menino, ele foi vaiado pela plateia.